# Karl Wagner (Politiker, 1898)
Karl Wagner (* 16. März 1898 in Ochsenfurt; † 13. November 1982 in Würzburg) war ein deutscher Politiker der CSU.
Wagner war als Kaufmann tätig und lebte in Ochsenfurt.
1946 gehörte er der Verfassunggebenden Landesversammlung in Bayern an.